# Nodipecten
Nodipecten (Dall, 1898) è un Genere di molluschi bivalve della famiglia dei Pectinidae.

## Specie

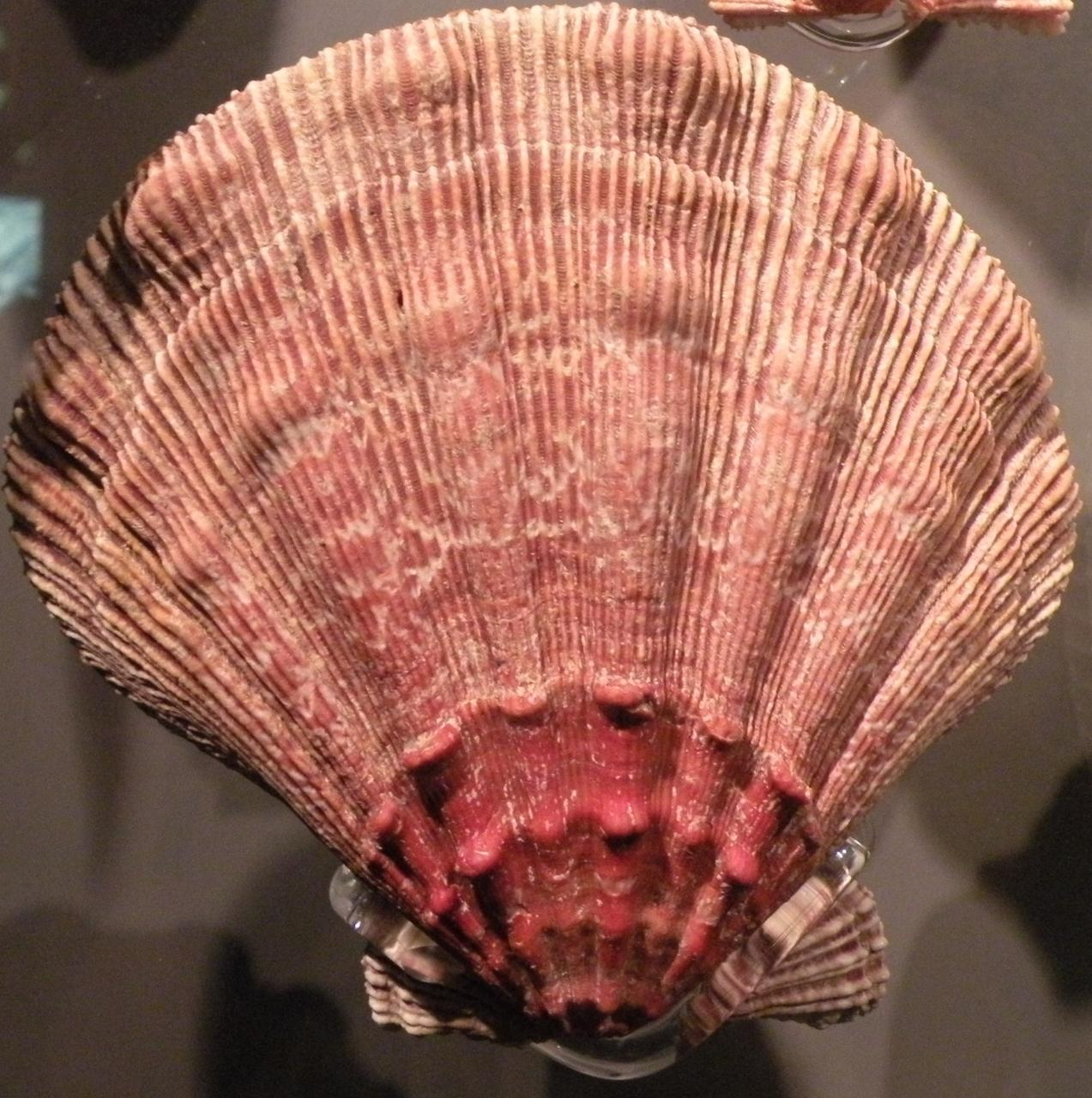
Nodipecten nodosus

Sono state riconosciute cinque specie appartenenti al genere Nodipecten, anche se non da tutti gli istituti di ricerca e registrazione:
Specie riconosciute da ITIS e WoRMS:
- Nodipecten nodosus (Linnaeus, 1758)
- Nodipecten subnodosus (Sowerby I, 1835)

Specie riconosciute solo da WoRMS:
- Nodipecten arthriticus (Reeve, 1853)
- Nodipecten fragosus (Conrad, 1849)
- Nodipecten magnificus (Sowerby I, 1835)